# Global Teen Challenge
Global Teen Challenge är en kristen organisation som finns i över 90 länder. Verksamheten startades 1958 i New York i USA av David Wilkerson och bedriver i huvudsak drogrehabilitering. I Sverige har organisationen funnits sedan 1976, men har under många år gått under namnet Kristen Utmaning. 